# Дружба (район имени Габита Мусрепова)
Дружба (каз. Дружба) — село в районе имени Габита Мусрепова Северо-Казахстанской области Казахстана. Административный центр Дружбинского сельского округа. Находится на левом берегу реки Ишим, примерно в 70 км (по прямой) к юго-юго-западу (SSW) от села Новоишимское, административного центра района, на высоте 197 метров над уровнем моря. Код КАТО — 596643100.

## История
Основано в 1954 г. В 1954—1996 гг. — центральная усадьба зерносовхоза «Дружба».

## Население
В 1999 году численность населения села составляла 1055 человек (517 мужчин и 538 женщин). По данным переписи 2009 года, в селе проживал 834 человек (401 мужчина и 433 женщины).